# 당송팔자백선
《당송팔자백선》(唐宋八字百選)은 대전광역시 유성구에 있는, 중국 당송팔대가의 문장을 正祖(정조)가 친히 100편을 정선해서 1786년(정조 10) 경에 간행한 판본이다. 2009년 1월 28일 대전광역시의 유형문화재 제34호로 지정되었다. 조선왕조실록에는 《어정팔자백선》(御定八字百選)으로 나와서, 《어정당송팔자백선》(御定唐宋八字百選)으로도 불리며, 팔자백선으로 약칭하기도 한다.

## 개요
중국 당송팔대가의 문장을 正祖(정조)가 친히 100편을 정선해서 1786년(정조 10) 경에 간행한 판본으로, 정조 자신의 수택본(手澤本)을 생원(生員) 최명정(崔命鼎)에게 내사(內賜)한 특이한 서적(書籍)이다. 당시 선비들이 古文을 본보기로 삼지 않고 명 청의 시문과 패관잡서(稗官雜書)에 관심을 기울이자, 이를 그대로 두면 文風과 士風이 어지러워진다고 판단하여 중요하다고 생각되는 책을 뽑아 읽도록 한 것이다. 모두 100편의 정통 고문이 실려 있다.
작가별로 살펴보면 당나라 한유의 작품이 30편, 유종원의 작품이 15편, 송나라 구양수의 작품이 15편, 소순의 작품이 5편, 소식의 작품이 20편, 소철의 작품이 5편, 증공의 작품이 3편, 왕안석의 작품이 7편이다.
정조는 당시 사람들이 중국 진(秦)나라 이전의 고문과 한(漢)나라의 문장을 논하면서도 그 껍데기를 흉내내는 데 그치는 것을 비판하고, 앞 시기의 성과를 이어받아 뒤에 전한 당송의 문장을 배울 것을 권하였다. 그가 특히 취하고자 한 것은 한유의 기이하고 웅장함[奇崛], 유종원의 준엄하고 정확함[峭刻], 구양수의 막힘없이 퍼져나감[演洟], 소순 부자의 굳세고 거리낌없음[雄放], 왕안석의 엄숙하고 법도 있음[矜則], 증공의 삼가고 엄정함[謹嚴] 등이었다.
문화재 및 학술적 연구 자료로서의 가치가 높다.

## 참고 문헌
- 당송팔자백선 - 국가유산청 국가유산포털